# Bathyclupeidae
Bathyclupeidae é uma família de peixes da subordem Percoidei, superfamília Percoidea.

## Géneros e espécies
Dentro da família existe um único género com 7 espécies actuais:
- Família Bathyclupeidae:
  - Género Bathyclupea:
    - Bathyclupea argentea (Goode y Bean, 1896)
    - Bathyclupea elongata (Trunov, 1975)
    - Bathyclupea gracilis (Fowler, 1938)
    - Bathyclupea hoskynii (Alcock, 1891)
    - Bathyclupea malayana (Weber, 1913)
    - Bathyclupea megaceps (Fowler, 1938)
    - Bathyclupea schroederi (Dick, 1962)

- Commons
- Wikispecies